# Пропрієтарне програмне забезпечення
Власницьке програмне забезпечення, або Пропрієтарне програмне забезпечення, (від англ. proprietary software) — це програмне забезпечення, на яке зберігаються як немайнові, так і майнові авторські права. Отримавши або придбавши таке програмне забезпечення, користувач отримує обмежені права користування ним: може бути заборонено або закрито доступ до коду (вивчення), внесення змін, тиражування, розповсюдження та перепродаж. Програмне забезпечення вважається власницьким або закритим, якщо наявне хоча б одне з перелічених обмежень.
Найчастіше основним методом захисту майнових прав на власницьке ПЗ, поза ліцензійною угодою, власник обирає закриття початкового коду, захищаючи свій продукт від модифікації і вбудовуючи системи обмеження користування через авторизацію. Таке програмне забезпечення називається закритим. Проте, код власницького продукту може бути й відкритим, але власник може обмежити права користувача умовами ліцензії.
Власницьке програмне забезпечення та комерційне програмне забезпечення не є синонімами — власницьким може бути й безплатне (тобто, некомерційне) програмне забезпечення.
На противагу власницькому ПЗ існує вільне програмне забезпечення, автори й власники якого дозволяють вивчати, модифікувати й поширювати змінений продукт. Саме визначення власницького програмного забезпечення виникло в результаті діяльності громадського руху вільного програмного забезпечення (представленого Фондом вільного програмного забезпечення та іншими організаціями) і осмислення умов свободи користування програмами. Визначенням власницького програмного забезпечення є не невідповідність хоча б одній з базових умов вільного програмного забезпечення. Сама назва власницьке ПЗ підкреслює визначальне значення власника у способі використання й можливостях розвитку цього програмного забезпечення.

## Історія
До кінця 1960-х комп'ютери — великі й дорогі мейнфрейми у спеціальних приміщеннях з кондиціонуванням — постачалися радше на умовах лізингу, ніж на основі продажу. Сервіс і все доступне програмне забезпечення до 1969 року виробник зазвичай постачав без окремої оплати. Як правило, програми надавалися разом з початковими текстами й користувачі мали можливість розвивати програмне забезпечення.
1969 року IBM здійснила зміни в індустрії: почала стягувати окрему платню за програмне забезпечення та сервіс для мейнфрейів і припинила постачати тексти програм.
Термін «власницьке програмне забезпечення» було запроваджено Фондом вільного ПЗ для визначення програмного забезпечення, яке з позиції Фонду не є вільним або напіввільним. Слова англ. proprietary software позначають програмне забезпечення, яке має власника, що здійснює контроль над цим програмним забезпеченням. Таким чином, цей термін може бути вжитий щодо всього програмного забезпечення, яка не перебуває у громадському використанні. Проте слово proprietary іноді використовується в рекламі як «володіння монопольними правами на що-небудь». Так і Фонд вільного програмного забезпечення використовує термін для виділення того, що власник є основним фактором, в контрасті з вільним ПЗ, де цим фактором є свобода комп'ютерних користувачів.

### Напіввільне програмне забезпечення
Невільне ПЗ, яке дозволяє практично необмежене використання, поширення й зміну (зокрема, й поширенням змінених версій)  з некомерційною метою, Фонд вільного ПЗ раніше називав напіввільним. Як і Open Source Initiative і Debian, Фонд вільного ПЗ вважав ці умови неприйнятними для вільного ПЗ, але відрізняв напіввільне ПЗ від власницького. «Власницьке ПЗ» і «напіввільне ПЗ» разом називалися «закритим». Пізніше FSF відмовився від поняття «напіввільного ПЗ», і почав використовувати термін «власницьке ПЗ» для всього невільного ПЗ.

## Правове регулювання

### Правова охорона
Правова охорона комп'ютерних програм можлива за двома різними правовими режимами[неавторитетне джерело]: режимом, що застосовується до літературних творів і режимом, що застосовується до патентів. У першому випадку програма ідентифікується за текстом коду, у другому — за критеріями патентоспроможності, які застосовуються для винаходів (тобто потрібно довести «інноваційність», «оригінальність» та «неочевидність», а також можливість вирішення існуючої технічної проблеми й комерційну придатність).
Правова охорона комп'ютерних програм засновується на положеннях сукупності міжнародних угод та конвенцій (як то Паризька, Бернська, Римська конвенції і Вашингтонський договір). Втім, майже всі вони в той чи іншій спосіб інкорпоровані в тексті угоди ТРІПС, яка адмініструється Світовою організацією торгівлі. Угода ТРІПС зазначає, що комп'ютерні програми охороняються «подібно до охорони, що надається літературним творам за Бернською конвенцією (1971)». Утім, на практиці все частіше застосовується другий режим охорони пропрієтарного цифрового контенту у вигляді патенту (ст. 27 ТРІПС).

### Правові обмеження
Правові обмеження для з'ясування статусу програмного забезпечення є визначальними. Вони містяться у ліцензіях на його використання.
Існує велика кількість різних бізнес-моделей, і компанії, що займаються розробкою власницького програмного забезпечення, складають власні ліцензійні угоди відповідно до них. Наприклад, доволі часто ліцензії на власницьке ПЗ містять такі заборони:
Обмеження на комерційне використання
Існує багато програмних продуктів, які дозволяють безплатне використання з некомерційною метою для приватних осіб, для медичних та навчальних закладів, для некомерційних організацій тощо, однак вони вимагають оплати в разі використання програмного продукту з метою отримання прибутку. Таке програмне забезпечення дуже популярне й широко використовується, а за рахунок своєї безплатності має гарну технічну підтримку з боку фахівців, у яких відсутня необхідність додаткових витрат на навчання
Обмеження на розповсюдження
Цей вид обмежень супроводжує зазвичай великі програмні проекти, коли правовласник вимагає оплати за кожну копію програми. Забороняється відтворення та розповсюдження програми та окремих частин програмного забезпечення. Зазвичай з таким обмеженням використовуються програмні продукти, орієнтовані на вузький «професійний» сегмент ринку або у програмному забезпеченні, потрібному великому числу користувачів. Прикладом може служити пакет програм Adobe Creative Suite або операційна система Microsoft Windows.
Прив'язка до апаратної чи програмної платформи
Власник забороняє використовувати свої програми, які можуть навіть бути відкриті, поза своєю апаратною чи програмною платформою. Така бізнес модель типова для монополістів, таких як Microsoft чи Apple
Встановлення ПЗ більш, ніж на одному комп'ютері
Дозволяється лише створення однієї резервної копії на випадок втрати, пошкодження чи непридатності придбаного примірника;
Обмеження на модифікацію
Цей вид обмеження використовується як правило в програмних пакетах із закритим кодом і може забороняти або обмежувати будь-яку модифікацію програмного коду, дизасемблювати і декомпілювати, забороняється реверсний інженіринг і вивчення коду програмного забезпечення. Деякі виробники дозволяють партнерам вивчати початковий код для ефективної побудови своїх застосунків на його основі, але забороняють вносити зміни у свій код.
Правові засоби обмеження можуть включати в себе комерційну таємницю, авторське право і патенти.

## Технічні засоби обмежень
Досить часто правові обмеження доповнюються відповідними технічними засобами. Найбільш розповсюджене явище — відсутність початкового коду ПЗ, надання лише машинно-зчитуванних версій програм. Саме відсутність початкових кодів здебільшого була визначальною рисою власницького ПЗ. Однак сучасне тлумачення терміна виходить не лише з наявності (чи відсутності) кодів, а враховує низку характеристик ПЗ для визначення його належності до категорії вільного чи власницького ПЗ.
Доступ до закритого коду зазвичай мають співробітники компанії-розробника, але можуть застосовуватися й гнучкіші умови обмеження доступу, в яких надання початкового коду дозволено партнерам компанії, технічним аудиторам або іншим особам відповідно до політики компанії.
Закритість коду дозволяє власникові програмного забезпечення встановлювати інші технічно засоби захисту свого продукту, наприклад
- користувач має на початку пройти авторизацію, ввівши активаційний ключ;
- програмний продукт може бути прив'язаним до комп'ютера, зафіксувавши певні апаратні характеристики машини, або супроводжується апаратним ключем;
- функціонування програми може відстежуватися через мережу інтернет;
- програма може мати обмеження користування в часі, коли користування продуктом дозволяється за умови проплати за новий термін використання, або ж надається випробувальний час для користування.

## Особливості роботи з власницьким програмним забезпеченням

### Власницькі формати файлів і протоколи
Часто власницьке програмне забезпечення зберігає свої дані у файлах з власницькими форматами і обмінюється даними через власницькі протоколи, які контролюються виробником. Більшість власницьких форматів і протоколів є секретом і несумісні з іншим програмним забезпеченням. Їхнє використання може бути заборонене чи обмежене комерційною таємницею й патентними правами.

### Власницький програмний інтерфейс
Прикладні програмні інтерфейси (API) власницьких застосунків — це засіб взаємодії з програмними бібліотеками, "специфічний для пристрою, або частіше лінійки пристроїв конкретного виробника". Мотивом використання власницького API може бути бажання виробника заперти споживача на собі або через нездатність стандартного API підтримати функціональність пристрою.
Європейська комісія у своєму рішенні від 24 березня 2004 щодо бізнесової практики Microsoft, послалася, у параграфі 463, на генерального менеджера Microsoft з розробок на C++ Аарона Конторера (англ. Aaron Contorer), який стверджував 21 лютого 1997 у внутрішньому листі Microsoft для Білла Ґейтса:
|  | Windows API настільки поширений, глибокий і функціональний, що більшість незалежних виробників мають бути божевільними, щоб не застосовувати його. І він настільки глибоко вбудований у початковий код багатьох Windows-застосунків, що перехід на іншу операційну систему коштуватиме їм дуже дорого.Оригінальний текст (англ.) The Windows API is so broad, so deep, and so functional that most ISVs would be crazy not to use it. And it is so deeply embedded in the source code of many Windows apps that there is a huge switching cost to using a different operating system instead. |

Ранні версії iPhone SDK покривалися неопублікованою угодою. Ця угода забороняла незалежним виробникам обговорювати вміст інтерфейсів. Apple зупинила дію цієї угоди у жовтні 2008.

### Замикання на одному виробникові
Залежність від майбутніх версій і оновлень власницького програмного забезпечення замикає споживача на одного постачальника, що веде до монопольного становища.

### Обмеження конкретними апаратними конфігураціями
Власницьке програмне забезпечення може також містити умови, що обмежує його використання лише на певному наборі апаратного забезпечення. Apple використовує таку ліцензійну модель для Mac OS X, ця операційна система обмежена виключно апаратурою від Apple, і ліцензійно, і низкою конструктивних рішень. Така ліцензійна модель підтверджена Апеляційним судом США.

## Покинуте власниками програмне забезпечення
Власницьке програмне забезпечення, яке власник припинив продавати і яке використовується без дозволу, називається abandonware, до нього може бути долучений початковий код. Деяке abandonware має початковий код, опублікований автором або власником у суспільне надбання, і тому воно стає вільним програмним забезпеченням і перестає бути власницьким.
Якщо власник програмного пакету припиняє існування, або вирішує припинити чи обмежити виробництво або підтримку власницького програмного пакету, отримувачі та користувачі можуть втратити ресурс, якщо в програмах виникнуть проблеми. Власник може втратити здатність покращити та підтримувати своє програмне забезпечення через бізнесові проблеми. Якщо не знайдеться інший виробник, який підтримуватиме пакет, то припинення підтримки і оновлень може спонукати користувача мігрувати або до конкуруючих систем з довшим циклом підтримки, або перейти на рішення, засновані на вільному програмному забезпеченні.

## Виноски
1. ↑  Тлумачний словник з інформатики / Г. Г. Півняк, Б. С. Бусигін, М. М. Дівізінюк та ін. — Д., Нац. гірнич. ун-т, 2010. — С. 495
2. ↑  Міжнародний союз електрозв’язку; переклад - Юрій Пероганич (23 листопада 2006). Словник термінів. Всесвітній саміт з питань інформаційного суспільства. Підсумкові документи. с. 84. Архів оригіналу за 25 червня 2013. Процитовано 31 січня 2011.
3. ↑  
Плескач В. Л. (2008). Інтелектуальна власність як джерело капіталу підприємств (PDF). Наукові праці НДФІ. Збірник наукових праць. Випуск 2 (43) (2008). НДФІ; Національна бібліотека України імені В.І. Вернадського. с. 142. Архів (PDF) оригіналу за 25 червня 2013. Процитовано 31 грудня 2010.
4. ↑  Проект Закону про використання Відкритих і Вільних форм інтелектуальної власності, Відкритих форматів даних та Відкритого (Вільного) програмного забезпечення в державних установах і державному секторі економіки. Ukrainian Association of developers and users of Free and Open Source Software. 1 грудня 2005. Стаття 1. пп.8, 26. Архів оригіналу за 25 червня 2013. Процитовано 22 січня 2011.
5. ↑  Paul E.Ceruzzi (2003). A history of modern computing. MIT Press. с. 128. ISBN 0-262-53203-4. Although IBM agreed to sell its machines as part of a Consent Decree effective January 1956, leasing continued to be its preferred way of doing business {{cite book}}: |access-date= вимагає |url= (довідка)
6. ↑  
History of Leasing. leasegenie.com. Архів оригіналу за 11 квітня 2008. Процитовано 12 листопада 2010. In the 1960s, IBM and Xerox recognized that substantial sums could be made from the financing of their equipment. The leasing of computers and office equipment that occurred then was a significant contribution to leasings growth, since many companies were exposed to equipment leasing for the first time when they leased such equipment
7. ↑  
http://www-03.ibm.com/ibm/history/history/decade_1960.html. IBM. Архів оригіналу за 25 червня 2013. Процитовано 12 листопада 2010. Rather than offer hardware, services and software exclusively in packages, marketers "unbundled" the components and offered them for sale individually. Unbundling gave birth to the multibillion-dollar software and services industries, of which IBM is today a world leader {{cite web}}: Зовнішнє посилання в |title= (довідка)
8. 1 2 3  
Categories of Free and Non-Free Software (англійською) . Free Software Foundation. 24-10-2008. Архів оригіналу за 27-08-2011. Процитовано 21-11-2008.

Сергей Короп. (2000). Категории свободных и несвободных программ (російською) . Архів оригіналу за 27 серпня 2011. Процитовано 21 ноября 2008.
9. ↑  Режим охорони пропрієтарного цифрового контенту. Архів оригіналу за 2 квітня 2015. Процитовано 2 квітня 2015.
10. ↑  Чибісов Д.М. (2012). Правова природа Угоди про торговельні аспекти прав інтелектуальної власності (ТРІПС). Науковий вісник Ужгородського національного університету. Право. 2 (19): 154—157.[недоступне посилання з липня 2019]
11. ↑  Колісник Артем Семенович. Цивільно-правовий захист комп'ютерного програмного забезпечення : дис. канд. юрид. наук: 12.00.03 / Одеська національна юридична академія. — О., 2007. — 187арк. — Бібліогр.: арк. 149-179.
12. ↑  Основні види ліцензій на програмне забезпечення (за класифікацією Open Software Foundation). Проект Закону про використання Відкритих і Вільних форм інтелектуальної власності, Відкритих форматів даних та Відкритого (Вільного) програмного забезпечення в державних установах і державному секторі економіки. Ukrainian Association of developers and users of Free and Open Source Software. 1 грудня 2005. додаток 1. Архів оригіналу за 25 червня 2013. Процитовано 26 січня 2011.
13. ↑  
Categories of Free and Non-Free Software (англійською) . Free Software Foundation. Архів оригіналу за 25 червня 2013. Процитовано 26 січня 2011.
14. 1 2  Архівована копія. Архів оригіналу за 5 січня 2012. Процитовано 6 січня 2012.{{cite web}}:  Обслуговування CS1: Сторінки з текстом «archived copy» як значення параметру title (посилання)
15. ↑  Commission Decision of 24.03.2004 relating to a proceeding under Article 82 of the EC Treaty (Case COMP/C-3/37.792 Microsoft) (PDF). European Commission. 24 березня 2004. Архів оригіналу (PDF) за 28.10.2008. Процитовано 17 червня 2009.
16. ↑  Wilson, Ben (1 жовтня 2008). Apple Drops NDA for Released iPhone Software. CNET Reviews. Архів оригіналу за 25 червня 2013. Процитовано 17 грудня 2010.
17. ↑  
The Linux Information Project (29 квітня 2006). Vendor Lock-in Definition. Архів оригіналу за 25 червня 2013. Процитовано 11 червня 2009. Vendor lock-in, or just lock-in, is the situation in which customers are dependent on a single manufacturer or supplier for some product [...]  This dependency is typically a result of standards that are controlled by the vendor [...] It can grant the vendor some extent of monopoly power [...] The best way for an organization to avoid becoming a victim of vendor lock-in is to use products that conform to free, industry-wide standards. Free standards are those that can be used by anyone and are not controlled by a single company. In the case of computers, this can usually be accomplished by using free software rather than proprietary software (i.e., commercial software).
18. ↑  
Apple wins key battle against Psystar over Mac clones (29 вересня 2011). Apple court victory over Pystar. Архів оригіналу за 25 червня 2013. Процитовано 30 вересня 2011.
19. ↑  What happens when a proprietary software company dies?. NewsForge. October 2003. Архів оригіналу за 25 червня 2013. Процитовано 5 березня 2007.
20. ↑  Microsoft Turns Up The Heat On Windows 2000 Users. InformationWeek. December 2006. Архів оригіналу за 25 червня 2013. Процитовано 16 вересня 2008.